# Acid silicic
Acidul silicic este un acid anorganic, compus din oxigen și siliciu având formula chimică SiO2 · n H2O, (un derivat de dioxid de siliciu). Are următoarele variantele:
1. acidul ortosilicic Si(OH)4 / H2SiO3 un acid foarte slab
2. acidul ortobisilicic H2Si2O7
3. acidul metasilicic H6SiO3

În natură apare acidul silicic sub formă de silicați ca schelete de susținere a rețelei structurii atomice, în organismul plantelor și animalelor. În apa mărilor formează de exemplu scheletul diatomeelor și radiolarilor, ca și la plante mai ales din specia Equisetum.
Sedimentele din miocen (perioadă geologică din neogen care a fost în urmă cu 5 până la 23 milioane de ani) conțin între 70 - 93 % bioxid de siliciu (SiO2), apă între 3 - 12 % și urme de oxizi metalici.
Acidul silicic apare și în ape subterane, unde ajunge prin apele de infiltrație. Pe când apa potabilă are un conținut mai redus în acid silicic.

## Pământul de Kieselgur
Pământul de Kieselgur (numit și făină fosilă sau pământ de diatomee) este compus din 94 % bioxid de siliciu, cantități mici de fier, calciu, magneziu, fosfor și aluminiu, ia naștere din sedimentarea scheletelor unor fosile numite diatomee. Unii folosesc pământul de Kieselgur în scopuri terapeutice, tratamentul nefiind documentat din punct de vedere științific.

## Utilizare
Din punct de vedere industrial produse tehnice ale acidului silicic, se folosesc după cum urmează:
{\displaystyle \mathrm {Na_{2}SiO_{3}+H_{2}SO_{4}\rightarrow H_{2}SiO_{3}+Na_{2}SO_{4}} }

### Folosirea acidului silicic pirogen
- În industria materialelor plastice, adezivilor, industria chimică
- Industria lacurilor și coloranților (mărește gradul de dispersare și rezistența la zgâriere), sau ca substanță anti-oxidantă (anticoroziv)
- Industria farmaceutică și cosmetică ca regulator al consistenței cremelor, pastilelor, capsulelor
- Fumed silica pulberea acidului silicic pirogen, este utilizat la producerea izolatelor termice, acustice folosite la materialele de construcție (panele).

### Alte utilizări
- Folie pentru baterii, acumulatoare electrice
- Mărirea la rezistenței cauciucului față de uzură, alunecare și forfecare
- Ingredient ca materie de balast în alimentație umană și furajarea animală, (coaja cerealelor, fructelor și legumelor având un conținut mai ridicat în siliciu)
- Antispumant în producerea detergenților
- În industria lacurilor pentru obținerea matității acestora prin alcătuirea unei suprafețe cu denivelări microscopice
- Ca absorbant de proteine în producerea berii.